# Fort St. James
Fort St. James è una municipalità distrettuale del Canada, situata in Columbia Britannica, nel distretto regionale di Bulkley-Nechako.